# Csata (település)
Csata (szlovákul Čata) község Szlovákiában, a Nyitrai kerület Lévai járásában.

## Fekvése
Lévától 35 km-re délre, a Garam jobb partján található.

## Élővilága
Csatán 2020-2023 között évente 2, 2024-ben 4 gólyafiókát számolták össze.

## Története
Területén már az újkőkorban is éltek emberek. A régészek a vonaldíszes kerámia népének és a hévmagyarádi kultúrának nyomait, illetve bronzkori, hallstatt és latén kori temetőket tárták fel. Találtak településmaradványokat a Római Birodalom korából és a szláv időszakból is.
1386-ban „Chatha” néven említik először, a márianosztrai pálos kolostor és a lekéri bencés apátság birtoka volt. 1405-ben „Csatha” néven szerepel. 1601-ben 48 háza állt. 1715-ben malom, szőlőskert és 23 háztartás található a településen. 1720-ban 25 adózója volt a községnek. 1828-ban 105 házában 735 lakos élt, akik mezőgazdasággal, szőlőtermesztéssel foglalkoztak.
Vályi András szerint „CSATA. Elegyes falu Bars Vármegyében, földes Ura a’ Religyiói Kintstár, az előtt a’ Szent Pál Szerzetbéli Atyáké vólt, lakosai katolikusok, fekszik Garam vize mellett, Lévától négy mértföldnyire, határja termékeny, fája tűzre, és épűletre elég, legelője, földgye, réttye jó, malma helyben, alkalmatos piatzozása, mellyekhez képest, a’ második Osztályba számláltatott.”
Fényes Elek szerint „Csatta, magyar falu, Bars vármegyében, a Garan jobb partján, Esztergom vármegye szélén, az oda vezető országutban: 783 kath. lak. Határja bőtermékenységü; van jó rétje, legelője, erdeje, vizimalma. F. u. a lekéri apátur. Ut. p. Kéménd.”
A trianoni békediktátumig Bars vármegye Lévai járásához tartozott. Lakói a közeli nagybirtokokon napszámosok és mezőgazdasági munkások voltak. Mások szövéssel, kosárfonással foglalkoztak. 1928-ban tűzvész okozott károkat a településen. 1938 és 1945 között ismét Magyarországhoz tartozott. 1944-45-ben a hosszan elhúzódó harcok okoztak károkat a községben. 1947-ben sok magyart – vagyonuk nélkül – áttelepítettek Magyarországra, helyettük szlovákok jöttek.
Ún. siska típusú kemence is ismert a faluból.

## Népessége
| Év:            | 1994. | 2004.   | 2014.    | 2024.   |
| -------------- | ----- | ------- | -------- | ------- |
| Emberek száma: | 1224  | 1191    | 1016     | 1041    |
| Eltérés:       |       | -2,69 % | -14,69 % | +2,46 % |

| Év:            | 2023. | 2024.   |
| -------------- | ----- | ------- |
| Emberek száma: | 1035  | 1041    |
| Eltérés:       |       | +0,57 % |

1880-ban 1186 lakosából 1080 magyar és 9 szlovák anyanyelvű volt.
1890-ben 1379 lakosából 1352 magyar és 21 szlovák anyanyelvű volt.
1900-ban 1656 lakosából 1645 magyar és 9 szlovák anyanyelvű volt.
1910-ben 1776 lakosából 1764 magyar és 9 szlovák anyanyelvű volt.
1921-ben 1935 lakosából 1890 magyar és 27 csehszlovák volt.
1930-ban 2092 lakosából 1768 magyar és 219 csehszlovák volt.
1941-ben 2052 lakosából 2040 magyar és 9 szlovák volt.
1991-ben 1231 lakosából 913 magyar és 293 szlovák volt.
2001-ben 1207 lakosából 828 magyar és 329 szlovák volt.
2011-ben 1074 lakosából 666 magyar és 341 szlovák volt.
2021-ben 1085 lakosából 578 (+40) magyar, 406 (+11) szlovák, 32 (+14) cigány, 11 (+2) egyéb és 58 ismeretlen nemzetiségű volt.

## Neves személyek
- Itt született 1853-ban Csatai Zsófia színésznő, Csatay Janka édesanyja.
- Itt szolgált Újváry László (1930-2021) szlovákiai magyar pedagógus, a lévai magyar kulturális élet egyik szervezője.

## Nevezetességei
- A falu temploma 1958-ból
- A polgármesteri hivatal és a vasútállomás épülete (19. századiak)
- Az Erzsébet-park 1896-ból
- I. világháborús hősi emlékmű
- A szlovák uniós csatlakozás emlékműve